# عزرا كلاين
عزرا كلاين (بالإنجليزية: Ezra Cline)‏ هو عازف قيثارة أمريكي، ولد في 13 يناير 1907، وتوفي في 11 يوليو 1984.

## وصلات خارجية
- عزرا كلاين على موقع ميوزك برينز (الإنجليزية)
- عزرا كلاين على موقع ديسكوغز (الإنجليزية)